# エフゲニー・オネーギン (オペラ)

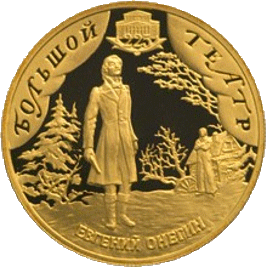
ボリショイ劇場225周年記念50ルーブル硬貨の裏面。『エフゲニー・オネーギン』の一場面が刻まれている

『エフゲニー・オネーギン』（ロシア語: Евгений Онегин）作品24は、ピョートル・イリイチ・チャイコフスキー作曲のオペラ。『エウゲニ・オネーギン』、『イェヴゲニー・オネーギン』、『エヴゲーニイ・オネーギン』などとも表記される。アレクサンドル・プーシキンの韻文小説『エフゲニー・オネーギン』が原作で、作曲者自身がリブレットを書いた。チャイコフスキーの全10作のオペラの中では最も頻繁に上演される作品である。

## 曲の完成まで

### オペラ化のきっかけと脚本の執筆
1877年5月、チャイコフスキーはモスクワ音楽院の教師であり、コントラルト歌手でもあったエリザヴェート・ラヴロフスカヤから、ロシアの国民的詩人とされていたプーシキンの韻文小説「エヴゲーニイ・オネーギン」のオペラ化を提案された。最初こそそれを「突拍子もない」「まったく話にならない」と受け止めたチャイコフスキーであったが、すぐに考え直し、数日を経ずしてあらすじを書き上げる。これは完成稿と比較してもわずかな違いしかないものであった。チャイコフスキーはすぐに友人でジャーナリスト、作家のコンスタンティン・シロフスキーを訪ね、新しいオペラのリブレット（台本）作りを手伝ってくれるように頼んだ。彼はかねてより、チャイコフスキーに聖書の物語や歴史的事件に取材したオペラを書くようせがんでいた人物である。二人はプーシキンの原作の最大の特徴でありまた美点である韻文に極力手を加えないことに注意しつつ仕事を進めた。実際に、たとえば第1幕第2場の「手紙の場」の歌詞は、わずかの削除と補筆こそあるものの、原作の第3章・第31節の文章をほぼそのまま歌詞としたものである。

### 原作からの削除と追加
とは言え、やはりオペラ向きでないと判断された、原作の第1章の冒頭、オネーギンの父親の人となりや、物語の舞台となる農村に移り住む前の、オネーギンのペテルブルクでの暮らしぶりについてふれた部分、第5章での、タチアーナが失恋の半年後、自分の聖名祝日の直前に迎える冬祭り「スヴィヤートキ」の場面、タチアーナが見る恐ろしい夢の場面、決闘でレンスキーが死んだ後、オネーギンが村を去って留守宅となった彼の家をタチアーナが訪れ、書斎で本を読む場面、第7章での、タチアーナがモスクワの「花嫁市場」に連れてゆかれ、グレーミンに見初められる場面などは削除されている。
反対に追加された要素もある。オペラの冒頭、家事に勤しむラーリナ夫人らのもとに、領内に住む農民らが野良仕事から戻って来て飾った麦の穂を捧げ、踊りに興じる場面は、オペラ化に際して創作、追加されたものであるし、原作では名を「N公爵」とされ、具体的な描写もあまり多くはない人物は、オペラ化にあたって「グレーミン」との名が与えられ、アリアまで歌う重要な登場人物に昇格している。

### 作曲の経緯
作曲はチャイコフスキーが長年来、曲を付けたいと考えていた「手紙の場」から始められた。やがて6月中旬には第1幕のスケッチを終え、直ちに第2幕に着手、7月初旬には全曲の大部分のスケッチを書き上げた。この時期にはアントニーナ・イヴァノーヴナ・ミリューコヴァとの結婚生活とその破綻を経験、精神的にも肉体的にも大きな痛手を被ったが、新しいオペラの作曲は「交響曲第4番」と並行ししつ、適宜滞在地を変えながら進められた。8月にはウクライナ・カメンカの義弟レフ・ダヴィドフ宅でオーケストレーション、ピアノスコアの作成に着手したのち、10月末にはスイスのクラランで第1幕のオーケストレーションが、明くる1878年の1月中旬にはイタリアのサン・レモ郊外でオペラ本編のほぼ全部のオーケストレーションがそれぞれ出来上がり、最後に序奏が作曲され、全曲のスコアが完成したのは1月20日（新暦2月1日）のことであった。8ヶ月ほどでオペラ一曲を書き上げたその熱中ぶりについて、チャイコフスキー自身はタネーエフへの手紙の中で「私はその中に自分自身を溶かし込み、言いようもない喜びに打ち震えながら作曲した」と表現している。
文豪レフ・トルストイとチャイコフスキーとは、このオペラの作曲の半年ほど前から交流があり、折りしも『アンナ・カレーニナ』を執筆中であったトルストイは、創作にあっては観客の「受け」ばかりを考えず、何よりも心の欲求に忠実に仕事をするよう、チャイコフスキーを激励したことが知られている。

## 初演、改訂と初レコーディング

### 学生たちによる世界初演

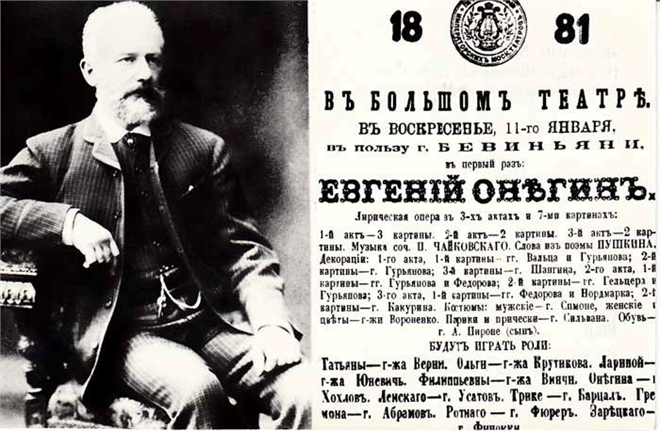
職業音楽家による初演（1881年1月11日）の開催告知ポスター

世界初演は1879年3月17日（新暦29日）、タチアーナ役にマリーヤ・クリーメントヴァ（Мария Климентова, 1857年 - 1946年）、オネーギン役にセルゲイ・ギエフ（Сергей Гилёв）、オリガ役にアレクサンドラ・レヴィツカヤ（Александра Левиицкая）、レンスキー役にミハイル・メドヴェージェフ（Михаил Медведев）、グレーミン役にヴァシーリイ・マサロフ（Василий Махалов）、32人編成のオーケストラ、ニコライ・ルビンシテインの指揮によって、モスクワ・マールイ劇場で行われた。音楽院の教授、ボリショイ劇場のプレイヤーらが数人混じってはいたものの、この公演で中心をなしたのはクリーメントヴァをはじめとするモスクワ音楽院の学生たちで、合唱も28人の女子学生、20人の男子学生からなっていた。
初演の前に稽古場を訪れたチャイコフスキーが、自分の新しいオペラが皆に愛されているのを知って喜んだこと、その場に居合わせていた作曲家のタネーエフが、彼に祝福の言葉を述べようとして、逆に感極まって泣き出してしまったことなど、微笑ましいエピソードが伝えられているが、初演の舞台で披露された新作は、当時のオペラとしては異例の一般人の登場人物への戸惑い、原作の扱いに対する不満などで、聴衆の反応ははかばかしくなく、一部の楽曲には拍手が起こったものの、全体としては不評とせざるを得なかった、と伝えられる。
プロフェッショナルの音楽家による初演は1881年1月11日（新暦23日）、この時はタチアーナ役にアウグスタ・ヴェルニ、オネーギン役にパーヴェル・ホフローフ、オリガ役にアレクサンドラ・クルティコヴァ、レンスキー役にドミトリー・ウサトフ、エンリコ・ベヴィニヤーニの指揮によってモスクワ・ボリショイ劇場で実現した。この公演も作曲者を落胆させる出来栄えであり、積極的に劇場のレパートリーに加えられることはなかった、といわれる。

### 改訂版の初演
後にチャイコフスキーは第3幕に手を加え、この改訂版の初演は1884年9月19日（新暦10月1日）、タチアーナ役にエミーリヤ・パヴローフスカヤ、オネーギン役にイッポリート・プリャーニシニコフ、オリガ役にマリーヤ・スラーヴィナ、グレーミン役にミハイール・コリャーキン、エドゥアルド・ナープラヴニークの指揮によって、サンクトペテルブルクのマリンスキー劇場で実現した。またこの改訂版では第3幕にエコセーズが追加されたが、これは当時の帝室劇場支配人イヴァーン・フセーヴォロシスキイの要望によるものであった。このときの上演で、このオペラはようやく好評をもって迎えられたが、この日の演奏を聴いた「ロシア五人組」の一人ツェーザリ・キュイはこのオペラを「退屈で変化に乏しい」とし、「いわば死産で、長続きしないまったく弱々しい作品」と批判している。

### 国外初演と初レコーディング
国外初演は1888年11月24日、プラハ国立劇場でのことで、チャイコフスキー自身が指揮をとった。ドイツ初演は1892年1月19日、ハンブルク市立劇場で実現し、当初予定のチャイコフスキーに代わり、当時同劇場の首席指揮者の地位にあったグスタフ・マーラーが指揮台に登壇した。同年10月17日にはロンドン、オリンピック劇場でイギリス初演が、作曲者死後の1900年4月7日にはアルトゥーロ・トスカニーニの指揮によってイタリア本土初演が成った。ニューヨークのメトロポリタン歌劇場でアメリカ初演（イタリア語上演）が実現したのは1920年である。初の全曲録音が発表されたのは1948年。演奏はアレクサンドル・メリク＝パシャーエフ指揮、ボリショイ劇場のソリスト、コーラス、オーケストラによるものであった。

### 日本初演と日本での主な公演
日本初演は1926年（大正15年）9月25日、東京・帝国劇場において、来日中であったロシア歌劇団により実現した。独唱はレルマ、ポリノヴスキー、シュシュリン、アレキシーフ、ボロンキナ、エンゲルガルト、カルメリンスキー、指揮はスルッツキイであった。そして同歌劇団は、同年10月6日には大阪・宝塚大劇場でもこのオペラを上演しており、これは関西におけるこのオペラの最も早い上演記録である。
なおこれに先立ち、1921年(大正10年)10月15日に東京・有楽座において、ロシア歌劇団がこのオペラを上演した記録があり、これはこのオペラの日本での最も早い上演の記録であるが、上演形態が全曲、抜粋のいずれであったか、またソリストが誰であったかが不詳。　同歌劇団は同年11月12日には横浜・ゲーテ座でもこのオペラを上演している。
日本人による初演は1949年（昭和24年）12月2日、同じく帝国劇場において、都民劇場第26回定期公演として藤原義江の演出、林白人の訳詞、木下保、宮本良平、大谷冽子、砂原美智子らの独唱、マンフレート・グルリット指揮の東宝交響楽団、藤原歌劇団合唱部によって実現した。
その後の日本での日本人による主な公演としては、1955年5月の日比谷公会堂でのもの（演出：青山圭男、独唱：石津憲一、山口和子、藤原義江、宮原徳子、小野邦代ほかの独唱、 森正指揮）、2000年10月から11月にかけての新国立劇場でのもの（演出：ボリス・ポクロフスキー、ヴェラ・カルパチョワ、独唱：ロベルト・セルヴィレ、大島幾雄、ガリーナ・ゴルチャコーワ、小濱妙美ほか ステファノ・ランザーニ指揮東京交響楽団）、2002年6月の尼崎アルカイックホールでのもの（演出：I.コシェリョーワ、独唱：井原秀人、田中勉、樽谷昌子、太田裕子ほか、 西本智実指揮、大阪センチュリー交響楽団）、2008年4月の東京文化会館での「東京のオペラの森」2008年公演でのもの（演出：ファルク・リヒター、独唱：イリーナ・マタエワ、ダリボール・イェニス、マリウス・ブレンチウほか 小澤征爾指揮、東京のオペラの森管弦楽団、同合唱団）、同年9月の東京文化会館での東京二期会によるもの（演出：ペーター・コンヴィチュニー、独唱：津山恵、黒田博、樋口達哉ほか、アレクサンドル・アニシモフ指揮、東京交響楽団、二期会合唱団）などが挙げられる。
海外のオペラハウスの主な来日公演としては、1965年に来日したスラブ・オペラ（ザグレブ、ベオグラード、ソフィアの各オペラハウスによる合同公演）によるもの、作品とも縁の深いボリショイ劇場が1970年、1989年、1995年、2009年の来日の際に上演したほか、モスクワ音楽劇場（スタニスラフスキー＝ダンチェンコ記念モスクワ音楽劇場）が1977年、マリインスキー劇場が2003年、キエフ・オペラが2007年、レニングラード歌劇場（現在のムソルグスキー記念ミハイロフスキー歌劇場）が2009年の来日の際に、それぞれこのオペラを上演したほか、1996年7月のパシフィック・ミュージック・フェスティバルでは札幌文化会館で演奏会形式で上演された。

## 登場人物
| 人物                            | 声域         | 役                               |
| ------------------------------- | ------------ | -------------------------------- |
| タチアーナ (Татьяна)            | ソプラノ     | ラーリナの娘                     |
| エフゲニー・オネーギン (Онегин) | バリトン     | レンスキーの友人                 |
| レンスキー(Ленский)             | テノール     | オネーギンの友人、オリガの婚約者 |
| オリガ (Ольга)                  | コントラルト | タチアーナの妹                   |
| ラーリナ (Ларина)               | メゾソプラノ | 地主                             |
| グレーミン (Гремин)             | バス         | 公爵                             |
| フィリピエヴナ (Филиппьевна)    | メゾソプラノ | 年老いた乳母                     |
| トリケ (Трике)                  | テノール     | フランス人                       |
| ザレーツキー (Зарецкий)         | バス         |                                  |
| 中隊長 (Ротный)                 | バス         |                                  |
| ギロ (Гильо)                    | 黙役         | 従者                             |

## オーケストラ編成
ピッコロ、フルート2、オーボエ2、クラリネット2、ファゴット2、ホルン4、トランペット2、トロンボーン3、ティンパニ、ハープ、弦楽5部合奏（第1、第2ヴァイオリン、ヴィオラ、チェロ、コントラバス）

## 上演時間
全3幕で80分、40分、35分の全2時間35分

## あらすじ

### 第1幕

#### 第1場 ラーリン家の庭
1820年ごろのロシアの辺境の農村。この地の女地主ラーリナ夫人には2人の娘がいた。姉のタチアーナは物静かな読書好き、妹のオリガは陽気な社交家だ。屋敷の庭に置いたテーブルでジャム作りに勤しむラーリナと乳母のフィリピエヴナの耳に、2人の娘たちの歌声（二重唱『恋と悲しみの歌は林の向こうから』）が届いている。そこへラーリン家の領地内に住む農民たちが歌を歌いながら（合唱『歩き通しで足が痛いよ』）野良仕事から帰って来て、ラーリナに飾った麦の束を捧げ、感謝の言葉を述べる。喜んだラーリナが彼らに休むように言うと、農夫たちは歌い踊り始める（合唱『小さな橋の上で』）。やがてラーリン家と親しいレンスキーが、新たに隣の屋敷に住むことになったオネーギンとともに現れる。かねてから恋人同士だったレンスキーとオリガは会えた事を喜び合う。タチアーナはオネーギンを一目見るなり運命の人が現れたと感じ、恋におちてしまう。オネーギンはタチアーナに興味を示して話しかける。フィリピエヴナはタチアーナの様子から、彼女の気持ちに気づく。

#### 第2場 タチアーナの寝室
寝る時間となっても、タチアーナは興奮してとても寝付くことができない。フィリピエヴナに若いころの恋愛体験を聞かせてくれとせがむが、フィリピエヴナが語るのは恋愛とは無縁の古臭い嫁入りの思い出話ばかりで、タチアーナは興味が持てない。フィリピエヴナが立ち去った後、タチアーナはオネーギンへの思いを手紙にしたためはじめる（アリア『私は死んでもいいの』 - 「手紙の場」として有名な名場面）。はじめこそ書きあぐねるものの、やがて一気に情熱的に書き上げる。そして朝。現れたフィリピエヴナに、タチアーナは孫を通じて手紙をオネーギンに渡してくれるように頼む。

#### 第3場 ラーリン家の庭の一隅
庭の茂みの向こうから農民の娘たちの歌声が聞こえている。自分の手紙を読んでオネーギンはどう思っただろうか、と考えているタチアーナの前に、出し抜けにオネーギンが現れ、彼女を動揺させる。オネーギンは手紙をくれたことに一応の礼を述べるものの、自分は家庭生活に向かない人間であり、タチアーナのことも妹のようにしか思えない、と告げ、あなたは自分を律することを学ぶべきだ、とも諭す。冒頭の娘たちの合唱が再度聞こえてくる。

### 第2幕

#### 第1場 ラーリン家の広間
それから数ヵ月後のラーリン家の広間。タチアーナの「聖名祝日」の宴が開かれている。ラーリナ夫人が招いた近隣の地主とその家族、縁者たちが、軍楽隊の生演奏とふるまわれた料理を楽しんでいるが、そうした光景もオネーギンには田舎くさくて無粋なものと感じられ楽しめない。オネーギンは自分をこの会に誘ったレンスキーへの腹いせに、オリガをダンスのパートナーに指名し、レンスキーの不興を買う。やがてフランス人のトリケが現れ、タチアーナの美しさを讃える歌を披露し、一同はそれにやんやの喝采を浴びせるが、なおもオネーギンの機嫌は直らず、レンスキーがオリガと踊る約束をしていたコティヨンまでオリガと踊ろうとする。激高したレンスキーは激しい言葉でオネーギンを罵り、決闘を申し込む。オネーギンは申し出に応じ、一同は騒然とし、タチアーナとオリガは泣き崩れる。

#### 第2場 水車小屋・冬の早朝
決闘の場所とされた早朝の水車小屋。レンスキーは自らが連れてきた立会人のザレツキーと共にオネーギンが現れるのを待っているが、約束の時間となっても彼は姿を現さない。レンスキーは人生とオリガへの未練を吐露する（アリア『わが青春の輝ける日々よ』）。やがてオネーギンが立会人のギヨーと共に姿を見せる。オネーギンとレンスキーはここに至ったいきさつに後悔の念を覚えながらも、促されるままにピストルを手に向かい合って立つ。銃声が響き、レンスキーが倒れる。ザレツキーがレンスキーの死を確認すると、オネーギンは恐怖のあまりその場にうずくまる。

### 第3幕

#### 第1場 サンクトペテルブルクの大舞踏会
それから数年後のサンクトペテルブルクのある貴族の邸宅での舞踏会。オネーギンは決闘の後の数年間を外国での放浪生活のうちに過ごし、その後帰国してこの舞踏会に顔を出したのだったが、未だレンスキーを死なせたことへの呵責の念に苛まれており、心満たされぬ日々を過ごしていた。洗練された、上品ないでたちの客たちはポロネーズ（『エフゲニー・オネーギンのポロネーズ』として単独で演奏されることも多いオーケストラ曲）を踊り、それを終えるやそこここにいくつもの話の輪を作るが、場に馴染めぬオネーギンは一人でいる。やがてグレーミン公爵が夫人を伴って姿を現す。一同は夫人の美しさに目を奪われ、口々に彼女を讃えている。オネーギンは程なく公爵夫人がタチアーナであることに気づき、タチアーナも客がたたいている陰口からオネーギンの存在に気づく。オネーギンがグレーミンに彼女との間柄について問うと、タチアーナは自分の妻であり、自分の寂しい日々に光を投げかけた大切な存在だと、グレーミンは語る（アリア『恋は年齢を問わぬもの』）。オネーギンはグレーミンによってタチアーナに紹介される。かつての彼女からは想像もつかない、気品に満ちたタチアーナの様子に、オネーギンはたちまちに惹かれてしまう。

#### 第2場 グレーミン公爵邸の一室
部屋着姿のタチアーナがオネーギンから手渡された恋文を手に困惑していると、オネーギンが入って来る。あなたはかつて自分を拒絶しておきながら、なぜ今になってこのようなことを、目的は財産か名声か、とオネーギンを非難し、自分はすでに結婚した身だ、とオネーギンを拒むタチアーナ。しかしオネーギンはなおもタチアーナの手を握り、抱きしめようとする。タチアーナはいっそう強い調子でオネーギンを拒絶し、部屋を後にする。一人残されたオネーギンは呆然と立ち尽くす。

## 文学者たちの反応
ロシア近代文学の開祖とされるプーシキンの「エフゲニー・オネーギン」の、チャイコフスキーによるオペラ化は、当時のロシア文壇の大物たちからも大きな関心を寄せられる出来事となった。作家たちの中でとりわけ音楽に造詣が深く、1863年には『エフゲニー・オネーギン』のフランス語訳も手掛けたツルゲーネフは、このオペラが発表された当時はパリに在住していたが、早々にピアノスコアを買い求めるや、彼同様にこの新作に興味を示していたトルストイに「『エフゲニー・オネーギン』は……疑いの余地なく、素晴らしい音楽です。抒情的旋律的部分は特によろしい。しかし、なんという台本でしょう! いいですか、登場人物に関してプーシキンが綴った詩行が、人物本人の口から発せられている（1878年11月15日付）」と、音楽への賞賛と台本への落胆のほどを手紙で書き伝えた。
チェーホフは、自身が医学生であった1880年代のはじめごろから、たびたびこのオペラの上演に接し、後にはチャイコフスキー本人とも友人関係を結び、芸術的刺激のみならず互いの人柄にも好感を寄せ合っていたとされる。彼の1892年作の短編『劇場から帰って』には、登場人物が観劇したばかりの「手紙の場」を回想する場面があったり、1894年作の『黒衣の僧』ではグレーミン公爵のアリアが引用されているなど、この作品への彼の愛着のほどが窺える。

## 関連作品
同じ小説を原作とするプロコフィエフの作品に劇付随音楽『エフゲニー・オネーギン』作品71（1936年）があるほか、ジョン・クランコの台本による1965年初演のバレエ「オネーギン」も知られる。これはチャイコフスキーのオペラからは音楽を全く借用せず、幻想序曲「ロミオとジュリエット」、幻想曲「フランチェスカ・ダ・リミニ」、組曲「四季」など、彼のオーケストラ曲、ピアノ曲のいくつかをクルト・ハインツ・シュトルツが編曲し、構成したものである。